# Tennistavolo ai XVII Giochi del Mediterraneo
Le competizioni relative al tennistavolo ai XVII Giochi del Mediterraneo si sono svolte presso il CNR Yenişehir Exhibition Centre A Hall di Mersin.
Per questo sport sono state organizzate le seguenti prove (sia maschili che femminili):
- Singolo
- Doppio

per un totale di 4 medaglie d'oro messe in palio.
Ogni Paese può iscrivere al massimo 2 concorrenti uomini e 2 donne per prova, con un massimo di 4 uomini e 4 donne per Nazione.

## Podi

### Uomini
| Evento                      | Oro                                     | Argento                                                   | Bronzo                                |
| Singolo maschile (dettagli) | Omar Assar                              | Bora Vang                                                 | Ahmet Li                              |
| Doppio maschile (dettagli)  | Turchia Ahmet Li Gencay Menge Bora Vang | Italia Mihai Bobocica Marco Rech Daldosso Niagol Stoyanov | Spagna Zhiwen He Cheng Carlos Machado |

### Donne
| Evento                       | Oro                                      | Argento                     | Bronzo                                             |
| Singolo femminile (dettagli) | Melek Hu                                 | Sara Ramírez Bermúdez       | Yanfei Shen Zhang                                  |
| Doppio femminile (dettagli)  | Spagna Sara Ramírez Bermúdez Shen Yanfei | Francia Xue Li Xian Yi Fang | Egitto Nadeen El-Dawlatly Farah Hasan Dina Meshref |

## Medagliere
| Posizione | Paese   |   |   |   | Totale |
| --------- | ------- | - | - | - | ------ |
| 1         | Turchia | 2 | 1 | 1 | 4      |
| 2         | Spagna  | 1 | 1 | 2 | 4      |
| 3         | Egitto  | 1 | 0 | 1 | 2      |
| 4         | Francia | 0 | 1 | 0 | 1      |
| 4         | Italia  | 0 | 1 | 0 | 1      |
| Totale    | Totale  | 4 | 4 | 4 | 12     |